# سیلک کوزارت
سیلک کوزارت (به انگلیسی: Cylk Cozart) (زاده ۱ فوریهٔ ۱۹۵۷) بازیگر آمریکایی است.
از فیلم‌های معروف او می‌توان به بازی در فیلم بلوک ۱۶، مردان سفید نمی‌توانند بپرند و  رابطه عاشقانه اشاره کرد.